# آراگونا
آراگونا (به ایتالیایی: Aragona) یک کومونه در ایتالیا است که در استان آگریجنتو واقع شده‌است.

## خصوصیات
آراگونا ۷۴ کیلومترمربع مساحت و ۹٬۵۹۸ نفر جمعیت دارد و ۴۰۰ متر بالاتر از سطح دریا واقع شده‌است.

## خواهرخوانده
شهر لا لوویر خواهرخواندهٔ آراگونا هست.